# Draculo
Draculo es un género de peces marinos de la familia Callionymidae en el orden de los Perciformes, distribuidos por el Océano Pacífico, este del océano Atlántico y el océano Índico.

## Especies
Las especies de este género son:
- Draculo celetus (Smith, 1963)
- Draculo maugei (Smith, 1966)
- Draculo mirabilis Snyder, 1911
- Draculo pogognathus (Gosline, 1959)
- Draculo shango (Davis y Robins, 1966)